# Raucourt
Raucourt – miejscowość i gmina we Francji, w regionie Grand Est, w departamencie Meurthe i Mozela.
Według danych na rok 1990 gminę zamieszkiwało 168 osób, a gęstość zaludnienia wynosiła 33 osób/km² (wśród 2335 gmin Lotaryngii Raucourt plasuje się na 877. miejscu pod względem liczby ludności, natomiast pod względem powierzchni na miejscu 1003.).